# Monzonite
La monzonite è una roccia magmatica intrusiva intermedia, di composizione - relativamente ai minerali sialici - simile ai graniti, ma diversamente da questi ultimi è priva di quarzo o con quantità di quarzo relativamente piccole (<5% del volume totale della roccia). Il colore varia dal bruno al grigio e al violaceo (determinato dai cristalli di feldspato potassico). La tessitura è olocristallina faneritica, e può variare dall'equigranulare alla porfirica.

## Etimologia

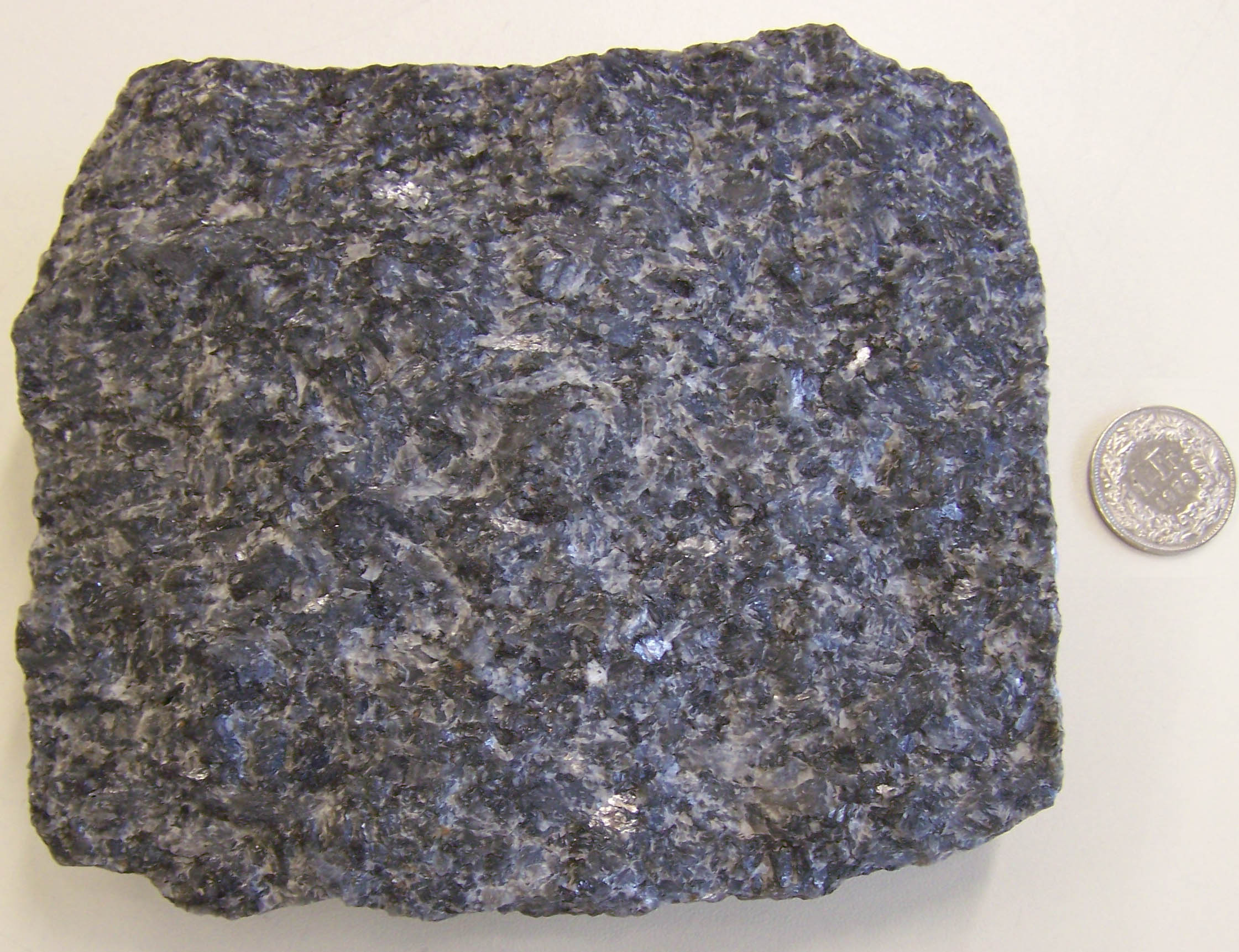
Campione di Larvikite (da Larvik, Cvedalen, Norvegia)

La monzonite prende il nome dal monte Monzoni, nel Trentino, dove questa roccia venne descritta per la prima volta. In realtà inizialmente sotto questo nome si comprendevano anche delle rocce di questo distretto magmatico che hanno composizione diversa da quella delle attuali monzoniti.

## Caratteri mineralogici e varietà

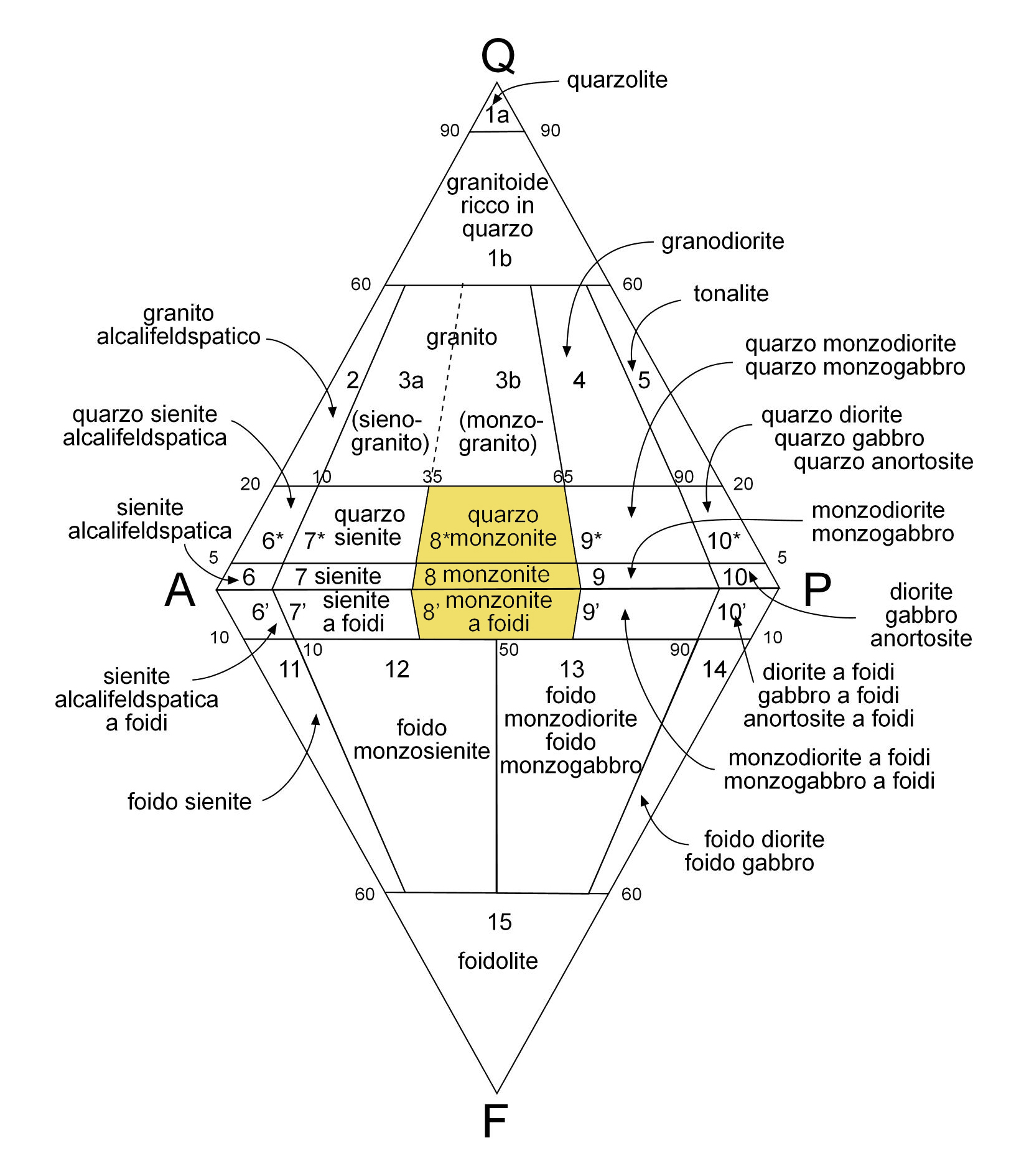
Posizione della monzonite nel doppio triangolo QAPF

Le monzoniti sono caratterizzate dalla presenza, in quantità pressoché uguali di feldspato potassico (ortoclasio) e plagioclasio (oligoclasio-andesina), con il plagioclasio compreso tra il 35 e il 65% del volume totale dei feldspati. Ai feldspati sono associati uno o più minerali ferro-magnesiaci, di solito anfiboli (orneblenda), biotite, più raramente pirosseni (augite ±  titanifera). Il quarzo, se presente, è interstiziale. Elementi accessori possono essere ossidi di ferro, zircone, apatite e titanite.
Le quarzo-monzoniti hanno quarzo compreso tra il 5 e il 20% in volume, le monzoniti a foidi contengono fino al 10% in volume di feldspatoidi e/o olivina.
La larvikite (dal distretto di Larvik, nel sud della Norvegia) è una varietà di monzonite o sienite augitica con un feldspato ternario (miscela isomorfa di feldspato sodico, potassico e calcico), augite titanifera, e anfibolo sodico (barkevikite), con quantità accessorie di mica lepidomelano ± quarzo o nefelina ± Fe-olivina ± magnetite, zircone e apatite. È importante localmente per il suo uso come pietra ornamentale.

## Composizione chimica e norma
|       | % in peso |
| ----- | --------- |
| SiO2  | 67,50     |
| Al2O3 | 15,60     |
| Fe2O3 | 1,80      |
| FeO   | 2,30      |
| MgO   | 0,93      |
| CaO   | 1,70      |
| Na2O  | 2,50      |
| K2O   | 6,00      |
| TiO2  | 0,70      |
| P2O5  | 0,33      |

|             | % in peso |
| ----------- | --------- |
| Quarzo      | 25,77     |
| Ortoclasio  | 35,35     |
| Albite      | 20,80     |
| Anortite    | 5,06      |
| Enstatite   | 2,31      |
| Ferrosilite | 1,69      |
| Magnetite   | 2,60      |
| Ilmenite    | 1,33      |
| Apatite     | 0,78      |

## Distribuzione e utilizzo
- In Italia:

La monzonite in Italia si trova nel plutone terziario e postorogenico di Biella, nella media Valle Cervo (Piemonte), dove forma l'anello più esterno dell'intrusione. Altre monzoniti si trovano in Trentino nel piccolo plutone triassico di Predazzo, nella Valle di Fiemme (Trentino), e in quello coevo e poco distante del Monte Monzoni.
La monzonite è usata come pietra ornamentale. Tagliata in lastre lucidate, si usa per pavimentazioni, rivestimenti murali, monumenti funebri.